# Žiar (okres Revúca)
Žiar, do roku 1927 Žor, (maďarsky Zsór) je obec v okrese Revúca na Slovensku. V obci je reformovaný (kalvínský) kostel z roku 1872.

## Historie
Žiar je poprvé písemně zmiňován v roce 1324 jako Sowr. Obec byla postižena během tureckých válek a znovu byla osídlena až v 18. století. V roce 1828 zde bylo 13 domů a 95 obyvatel, kteří byli zaměstnáni jako zemědělci a vinaři. Do roku 1918 bylo území obce součástí Uherska. V důsledku první vídeňské arbitráže bylo v letech 1938 až 1944 součástí Maďarska. Při sčítání lidu v roce 2011 žilo v Žiaru 165 obyvatel, z toho 112 Maďarů a 45 Slováků; sedm obyvatel neposkytlo žádné informace o své etnické příslušnosti.